# Пам'ятки архітектури Буринського району
У Буринському районі Сумської області на обліку перебуває 4 пам'ятки архітектури.
| № | Назва | Дата спорудження                    | Місце                        |
| - | --- | ----------------------------------- | ---------------------------- |
| 1 | Робітничий клуб цукрозаводу                                                                                                | 1928                                | м. Буринь, вул. Садова.      |
| 2 | Цукровий завод № 17 товариства Курських цукрових та рафінадних заводів                                                     | 1895-1912, 1895–1912 (іст., архіт.) | м. Буринь, вул. Свободи 4,5. |
| 3 | Миколаївський цукровий завод спадкоємців Курдюмова І. С. Виробничий корпус Цукрові склади Контора заводу Робітнича казарма | кін. 19 ст.                         | с. Слобода.                  |
| 4 | Садибний будинок цукрозаводчика Курдюмова А.                                                                               | 1913                                | с. Слобода.                  |
|   | |                                     |                              |